# Academy of Natural Sciences
L'Academy of Natural Sciences della Drexel University, o di Filadelfia, è la prima istituzione per la ricerca nel campo delle scienze naturali e museo dell'America. Si trova nella città di Filadelfia ed è stata fondata nel 1812.

## Il museo
Il museo espone la ricostruzione di più di trenta tipi di diverse specie di dinosauri, nonché i calchi di fossili venuti alla luce nel 1856 nel New Jersey. Nel museo vi è anche una mostra di farfalle.